# Isocladus inaccuratus
Isocladus inaccuratus är en kräftdjursart som beskrevs av Hurley och Jansen 1977. Isocladus inaccuratus ingår i släktet Isocladus och familjen klotkräftor.
Artens utbredningsområde är havet kring Nya Zeeland. Inga underarter finns listade i Catalogue of Life.